# Tampondruk
Niektóre z zamieszczonych tu informacji wymagają weryfikacji.
Dokładniejsze informacje o tym, co należy poprawić, być może znajdują się w dyskusji tego artykułu.
 Po wyeliminowaniu niedoskonałości należy usunąć szablon [[Szablon:Dopracować|]] z tego artykułu.

Uproszczony schemat tampondruku

Tampondruk – technika druku pośredniego, zaliczana do pochodnych druku wklęsłego, polegająca na nakładaniu farby drukarskiej za pomocą miękkiego gładkiego stempla zwanego tamponem. Za pomocą tamponu o odpowiednim kształcie wykonywany jest nadruk na nierównych i nieregularnych powierzchniach. Przez dobranie odpowiedniej farby możliwe jest drukowanie na podłożach (zwanych kształtkami) takich jak tworzywa sztuczne, guma, szkło, metal itp.
Tampondruk stosuje się do wykonywania napisów na powierzchniach bardzo zróżnicowanych, od długopisów, przez kolekcjonerskie numizmaty, części samochodowe aż po panele czołowe różnego sprzętu AGD i RTV.
Do nadruku tą techniką potrzebne są: tamponiarka, matryca (metalowa szlifowana albo polimerowa płytka z wyrytym lub wytrawionym wzorem), tampon i farba.
Tampondruk przebiega według schematu:
1. Pokrycie matrycy farbą.
2. Usunięcie nadmiaru farby za pomocą rakli (metalowy lub – rzadziej – gumowy lub z tworzywa sztucznego elastyczny zgarniacz) tak, by pozostała jedynie w szczelinach wzorca.
3. Dociśnięcie tamponu do płytki wzorcowej – farba zostaje przeniesiona na tampon.
4. Dociśnięcie tamponu do zadrukowywanego przedmiotu – farba zostaje ostatecznie osadzona.

Bardzo istotnym czynnikiem w druku tamponowym jest odpowiedni dobór farby do znakowanego przedmiotu, dzięki któremu nadruk staje się praktycznie nieusuwalny.
Ze względu na prostotę techniki tampodruku możliwe jest znakowanie dużej ilości artykułów reklamowych w krótkim czasie, co znacznie zmniejsza czas realizacji zamówień. Nadruki tamponowe charakteryzują się bardzo wysoką rozdzielczością, nawet drobne napisy (wysokość czcionki ok. 3 mm) pozostają czytelne.